# Chunchucmil
Koordinaten: 20° 38′ 18,8″ N, 90° 11′ 24,8″ W
Chunchucmil ist eine Ruinenstätte der Maya im mexikanischen Bundesstaat Yucatán auf der Westseite der Halbinsel Yucatán in den Gemeinden von Maxcanú und Halachó.

## Geographie

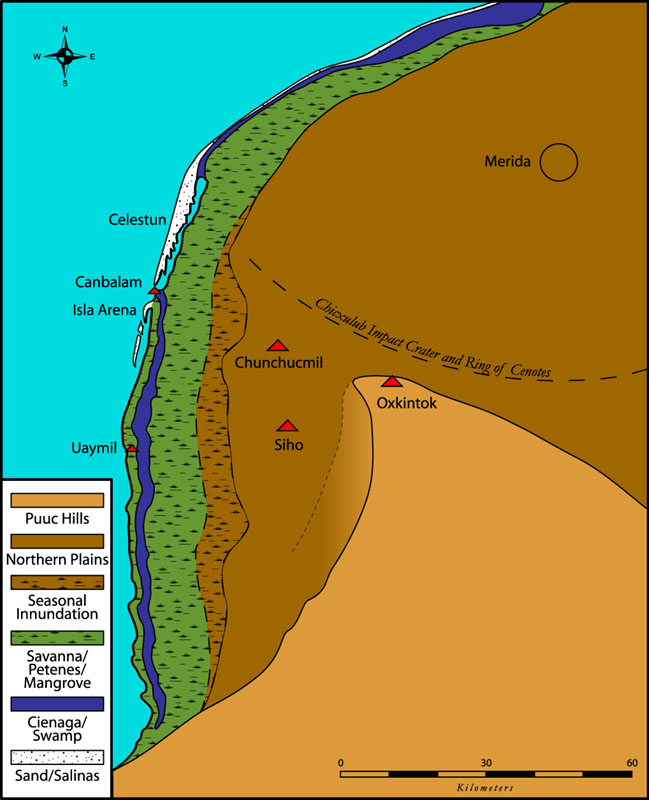
Lage von Chunchucmil

Die Stätte liegt 27 Kilometer von der Atlantikküste entfernt im Inland auf halbem Weg zu den Mayaruinen von Oxkintoc. Sie ist nach der nahe gelegenen Ansiedlung Chunchucmil benannt.

## Geschichte
Chunchucmil war seit der Frühen Klassik besiedelt. Es gibt Hinweise darauf, dass es ein wichtiger Handelsort für Obsidian war.

## Archäologie

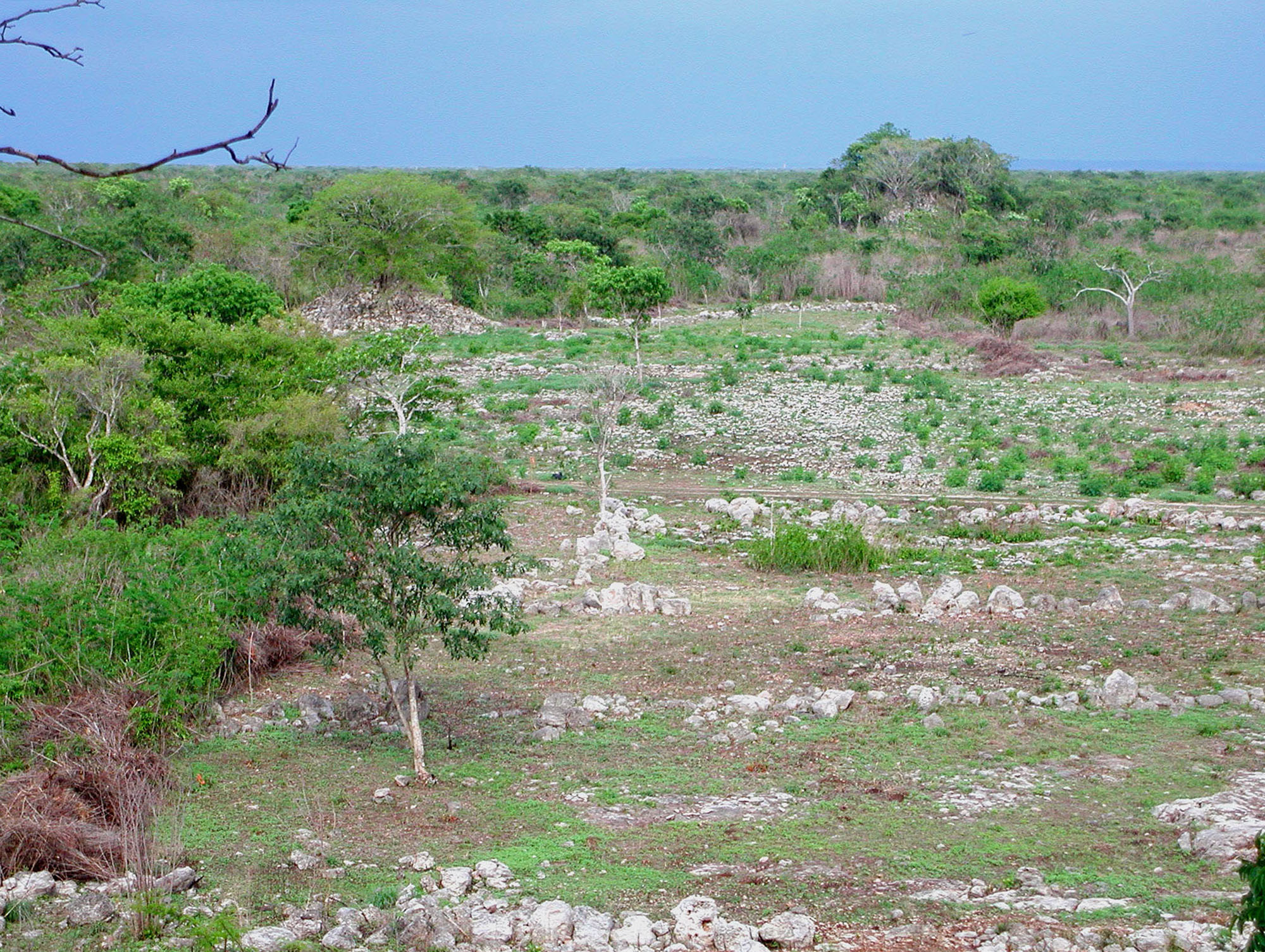
Ruinen im Zentrum der archäologischen Stätte Chunchucmil

Die vier Hauptsacbeob im Zentrum der Stätte sind zwischen 15 und 25 Meter breit und 130 bis 300 Meter lang.